# جمهوری آلتای

جمهوری آلتایی در نقشهٔ روسیه.

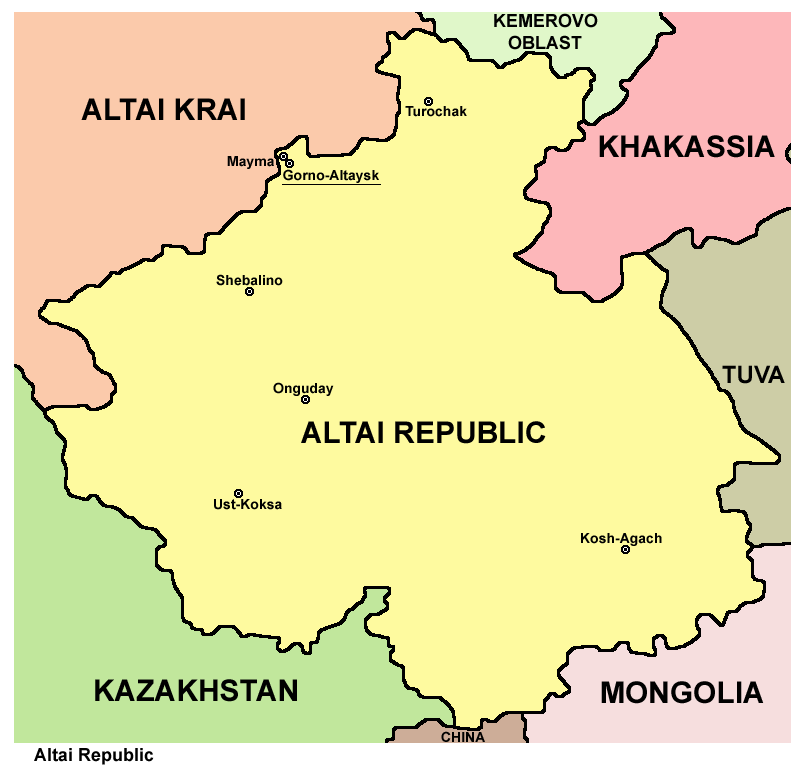

آلتای (به انگلیسی: Altai Republic)(به روسی: Респу́блика Алта́й, Respublika Altay) یکی از جمهوری‌های روسیه است.
پایتخت آن گورنو-آلتاییسک و جمعیت آن در سال ۲۰۲۱ میلادی ۲۱۰۹۲۴ نفر بوده‌است.
طبق سرشماری سال ۲۰۲۱ روس‌ها ۵۳٫۷ درصد و مردم بومی ۳۷٫۰ درصد جمعیت جمهوری را تشکیل می‌دهند، دیگر گروه‌ها شامل مردم قزاق (۶٫۴٪) به همراه گروه‌های کوچکتر هستند که هر کدام کمتر از ۰٫۵٪ از کل جمعیت را تشکیل می‌دهند.